# Lluïsa Oller i Barbany
Lluïsa Oller i Barbany   (Barcelona, 1928 - Cardedeu, 16 de febrer de 2025) va ser una infermera catalana, referent a Catalunya de l’atenció a les persones més vulnerables. Resident a Cardedeu (Vallès Oriental), va ser coneguda per la seva tasca dintre del Grup Viver de Bell-lloc, del qual era la presidenta d'honor des de 2015.
Oller va ser l'encarregada de bastir l'àrea d'assistència social de l'Associació per a la Integració Social del Deficient en els seus inicis, als anys 80. Paral·lelament a les seves funcions dins de l'organització, Oller va dur a terme tasques d'acollida a marginats dintre del seu propi domicili. Durant la dècada del 2010 va donar a la Fundació Lluïsa Oller dos immobles situats a Cardedeu, un al carrer de Tarragona que acull treballadors del Viver i l'altre, al carrer de Joan XXIII, reconvertit en Llar Residència amb capacitat per atendre fins a dotze internats amb discapacitat intel·lectual i on es va crear un centre ocupacional de dia, el Centre Especial de Treball.
El municipi de Cardedeu va atorgar-li el 2008 la Creu de Terme, màxima distinció de la localitat. L'any 2017 va ser escollida Vallesana de l'any pel diari El 9 Nou. L'any 2020, l'ajuntament de Cardedeu, en compliment de la Llei de Memòria Històrica, va canviar el nom del carrer de Pere Mercader, rebatejant-lo pel de Lluïsa Oller.